# حجار الواد
حجار الواد هو فيلم تلفزي مغربي من إخراج عادل الفاضلي سنة 2008، وبطولة كل من إسماعيل أبو القناطر، عزيز الحطاب، محمد خيي، فاطمة الزهراء بناصر، هند السعديدي، بنعيسى الجيراري، ربيع القاطي، مصطفى سلمات، طارق البخاري، وآخرون.

## القصة
عاشت «الضاوية» وسط الجياد وهي تُسابق الريح. ورغم إعاقتها، لم يتردد والدها أن يستخلفها مكانه فاشترى لها فرسا سمته (حجار الواد). وفي الوقت الذي وجدت فيه الضاوية سندا في أبيها، بَيَّتَتْ لها زوجته الشر، كما أعد ابن هذه الأخيرة العدة بتواطئ مع خطيبها كي يصيبا فرسها بالأذى.

## جوائز
تُوّجت لجنة تحكيم الأعمال التلفزيونية والإذاعية لمسابقة نجوم بلادي 2010، فيلم حجار الواد، بجائزة أحسن فيلم تلفزيوني.